# Sense malícia
Sense malícia (títol original en anglès: Absence of Malice) és una pel·lícula estatunidenca dirigida per Sydney Pollack, estrenada el 1981 i doblada al català.

## Argument
Una periodista jove i ambiciosa acusa de forma irresponsable en un article el fill d'un conegut gàngster de ser el culpable de la desaparició d'un líder sindical. L'acusat, dedicat a un negoci d'importació de licors, idea un enginyós pla per sortir airós de l'acusació i donar, alhora, un escarment a la reportera i al seu diari.

## Repartiment
- Paul Newman: Michael Colin Gallagher
- Sally Field: Megan Carter
- Bob Balaban: Elliott Rosen
- Melinda Dillon: Teresa Perrone
- Luther Adler: Oncle Santos Malderone
- Barry Primus: Bob Waddell
- Josef Sommer: McAdam
- John Harkins: Davidek
- Don Hood: Fiscal James A. Quinn
- Wilford Brimley: Ajudant General James A. Wells
- Bill Hindman: Sacerdot

## Premis i nominacions

### Premis
- 1982. Menció honorífica al Festival Internacional de Cinema de Berlín per Sydney Pollack

### Nominacions
- 1982. Oscar al millor actor per Paul Newman
- 1982. Oscar a la millor actriu secundària per Melinda Dillon
- 1982. Oscar al millor guió original per Kurt Luedtke
- 1982. Os d'Or al Festival Internacional de Cinema de Berlín per Sydney Pollack
- 1982. Globus d'Or al millor guió per Kurt Luedtke
- 1982. Globus d'Or a la millor actriu dramàtica per Sally Field